# Against All Odds 2009
Against All Odds 2009 è stata la quinta edizione del pay-per-view prodotto dalla Total Nonstop Action Wrestling (TNA). L'evento si è svolto l'8 febbraio 2009 nella IMPACT! Zone di Orlando, Florida.

## Risultati
| # | Stipulazioni | Risultati                                                             | Durata |
| - | --- | --------------------------------------------------------------------- | ------ |
| 1 | Alex Shelley (c) ha sconfitto Eric Young                                                                                                 | Single match per il titolo TNA X Division Championship                | 13:01  |
| 2 | Scott Steiner ha sconfitto Petey Williams                                                                                                | Single match                                                          | 11:17  |
| 3 | Brutus Magnus ha sconfitto Chris Sabin                                                                                                   | Single match                                                          | 06:38  |
| 4 | Awesome Kong (c) ha sconfitto ODB | Single match per il titolo TNA Women's Knockout Championship          | 05:39  |
| 5 | Booker T (c) (con Sharmell) ha sconfitto Shane Sewell                                                                                    | Single match per il titolo TNA Legends Champiosnhip                   | 06:01  |
| 6 | Abyss ha sconfitto Matt Morgan | Single match                                                          | 15:37  |
| 7 | Beer Money, Inc. (James Storm e Robert Roode) (c) (con Jacqueline) hanno sconfitto Lethal Consequences (Jay Lethal e Consequences Credd) | Tag team match per i titoli TNA World Tag Team Championship           | 15:41  |
| 8 | Sting (c) ha sconfitto Kurt Angle, Brother Ray e Brother Devon                                                                           | Fatal four-way match per il titolo TNA World Heavyweight Championship | 14:34  |
|   | (c) = campione in carica al momento dell'inizio del match                                                                                |                                                                       |        |